# Evento de impacto

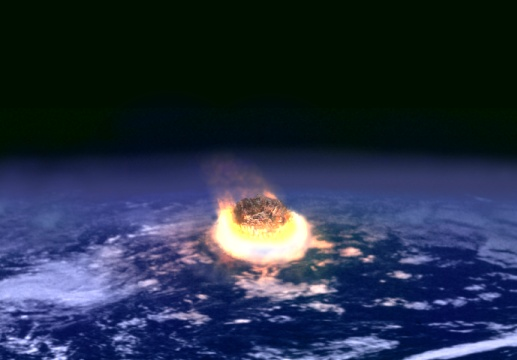
Impressão do artista um evento de grande impacto liberando a energia de vários milhões de armas nucleares detonando simultaneamente quando um asteroide de apenas alguns quilômetros de diâmetro colide com um corpo maior como a Terra

Um evento de impacto é uma colisão entre objetos astronômicos causando efeitos mensuráveis. Eventos de impacto têm consequências físicas e ocorrem regularmente em sistemas planetários, embora os mais frequentes envolvam asteroides, cometas ou meteoroides e tenham efeito mínimo. Quando grandes objetos impactam planetas terrestres como a Terra, pode haver consequências físicas e biosféricas significativas, embora as atmosferas mitiguem muitos impactos de superfície por meio da entrada atmosférica. As crateras e estruturas de impacto são formas de relevo dominantes em muitos dos objetos sólidos do Sistema Solar e apresentam a evidência empírica mais forte para sua frequência e escala.
Os eventos de impacto parecem ter desempenhado um papel significativo na formação e evolução do Sistema Solar. Grandes eventos de impacto moldaram significativamente a história da Terra e foram implicados na formação do sistema Terra-Lua.
Os eventos de impacto também parecem ter desempenhado um papel significativo na história evolutiva da vida. Os impactos podem ter ajudado a fornecer os blocos de construção para a vida (a teoria da panspermia se baseia nessa premissa). Impactos têm sido sugeridos como a origem da água na Terra. Eles também foram implicados em várias extinções em massa. Acredita-se que o impacto pré-histórico de Chicxulub, há 66 milhões de anos, não seja apenas a causa do evento de extinção Cretáceo-Paleogeno, mas a aceleração da evolução dos mamíferos levando ao seu domínio e, por sua vez, estabelecendo condições para o eventual ascensão dos humanos.
Ao longo da história registrada, centenas de impactos na Terra (e explosões de bólidos) foram relatados, com algumas ocorrências causando mortes, ferimentos, danos materiais ou outras consequências localizadas significativas. Um dos eventos registrados mais conhecidos nos tempos modernos foi o evento de Tunguska, que ocorreu na Sibéria, Império Russo, em 1908. O evento do meteoro de Tcheliabinsk em 2013 é o único incidente conhecido nos tempos modernos a resultar em numerosos feridos. Seu meteoro é o maior objeto registrado que encontrou a Terra desde o evento de Tunguska.
O impacto do cometa Shoemaker-Levy 9 forneceu a primeira observação direta de uma colisão extraterrestre de objetos do Sistema Solar, quando o cometa se separou e colidiu com Júpiter em julho de 1994. Um impacto extra-solar foi observado em 2013, quando um enorme impacto de planeta terrestre foi detectado em torno da estrela ID8 no aglomerado estelar NGC 2547 pelo Telescópio Espacial Spitzer da NASA e confirmado por observações terrestres. Eventos de impacto têm sido um elemento de enredo e pano de fundo na ficção científica.
Em abril de 2018, a Fundação B612 relatou "É 100% certo que seremos atingidos [por um asteroide devastador], mas não temos 100% certeza de quando". Também em 2018, o físico Stephen Hawking, em seu livro final Brief Answers to the Big Questions, considerou a colisão de um asteroide a maior ameaça ao planeta. Em junho de 2018, o Conselho Nacional de Ciência e Tecnologia dos Estados Unidos alertou que os Estados Unidos não estão preparados para um evento de impacto de asteroide e desenvolveu e lançou o "Plano de Ação da Estratégia Nacional de Preparação de Objetos Próximos à Terra" para se preparar melhor. De acordo com depoimentos de especialistas no Congresso dos Estados Unidos em 2013, a NASA precisaria de pelo menos cinco anos de preparação antes que uma missão para interceptar um asteroide pudesse ser lançada.
Em 26 de setembro de 2022, o Double Asteroid Redirection Test demonstrou a deflexão de um asteroide. Foi o primeiro experimento desse tipo a ser realizado pela humanidade e foi considerado um grande sucesso. O período orbital do corpo alvo foi alterado em 32 minutos. O critério de sucesso foi uma mudança de mais de 73 segundos.

## Impactos e a Terra

Mapa-múndi em projeção equiretangular das crateras no Earth Impact Database em novembro de 2017 (arquivo SVG, passe o mouse sobre uma cratera para mostrar seus detalhes)

Grandes eventos de impacto moldaram significativamente a história da Terra, tendo sido implicados na formação do sistema Terra-Lua, na história evolutiva da vida, na origem da água na Terra e em várias extinções em massa. As estruturas de impacto são o resultado de eventos de impacto em objetos sólidos e, como as formas de relevo dominantes em muitos dos objetos sólidos do Sistema Solar, apresentam a evidência mais sólida de eventos pré-históricos. Eventos de impacto notáveis incluem o hipotético intenso bombardeio tardio, que teria ocorrido no início da história do sistema Terra-Lua, e o impacto confirmado de Chicxulub há 66 milhões de anos, que se acredita ser a causa do evento de extinção Cretáceo-Paleogeno.

### Frequência e risco

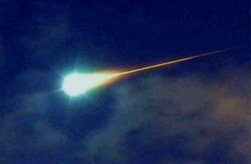
Um bólido passando por entrada atmosférica

Pequenos objetos frequentemente colidem com a Terra. Existe uma relação inversa entre o tamanho do objeto e a frequência de tais eventos. O registro das crateras lunares mostra que a frequência dos impactos diminui aproximadamente com o cubo do diâmetro da cratera resultante, que é em média proporcional ao diâmetro do impactador. Asteroides com um diâmetro de 1 km atingem a Terra a cada 500.000 anos, em média. Grandes colisões, com objetos de 5 km, acontecem aproximadamente uma vez a cada 20 milhões de anos. O último impacto conhecido de um objeto de 10 km ou mais de diâmetro foi no evento de extinção Cretáceo-Paleogeno, 66 milhões de anos atrás.
A energia liberada por um impactor depende do diâmetro, densidade, velocidade e ângulo. O diâmetro da maioria dos asteroides próximos da Terra que não foram estudados por radar ou infravermelho geralmente só pode ser estimado dentro de um fator de dois, baseando-se no brilho do asteroide. A densidade é geralmente assumida, porque o diâmetro e a massa, a partir dos quais a densidade pode ser calculada, também são geralmente estimados. Devido à velocidade de escape da Terra, a velocidade mínima de impacto é de 11 km/s, com impactos de asteroides com média de cerca de 17 km/s na Terra. O ângulo de impacto mais provável é de 45 graus.
Condições de impacto, como tamanho e velocidade do asteroide, mas também densidade e ângulo de impacto, determinam a energia cinética liberada em um evento de impacto. Quanto mais energia for liberada, mais danos provavelmente ocorrerão no solo devido aos efeitos ambientais desencadeados pelo impacto. Tais efeitos podem ser ondas de choque, radiação de calor, formação de crateras com terremotos associados e tsunamis se corpos d'água forem atingidos. As populações humanas são vulneráveis a esses efeitos se viverem dentro da zona afetada. Grandes ondas de seiche decorrentes de terremotos e depósitos de detritos em grande escala também podem ocorrer minutos após o impacto, a milhares de quilômetros do impacto.

#### Explosão aérea
Asteroides rochosos com um diâmetro de 4 metros entram na atmosfera da Terra cerca de uma vez por ano. Asteroides com um diâmetro de 7 metros entram na atmosfera a cada 5 anos com tanta energia cinética quanto a bomba atômica lançada sobre Hiroshima (aproximadamente 16 quilotons de TNT), mas a explosão aérea é reduzida para apenas 5 quilotons. Estes normalmente explodem na atmosfera superior e a maioria ou todos os sólidos são vaporizados. No entanto, asteroides com diâmetro de 20 m e que atingem a Terra aproximadamente duas vezes a cada século, produzem rajadas de ar mais poderosas. O meteoro de Tcheliabinsk de 2013 foi estimado em cerca de 20 m de diâmetro com uma explosão de cerca de 500 quilotons, uma explosão 30 vezes maior que o impacto da bomba de Hiroshima. Objetos muito maiores podem impactar a terra sólida e criar uma cratera.
| Diâmetro do impactador                                                                   | Energia cinética em | Energia cinética em | Altitude da explosão aérea | Frequência média (anos) | Bolas de fogo gravadas (CNEOS) (1988-2018) |
| Diâmetro do impactador                                                                   | entrada atmosférica | Explosão aérea      | Altitude da explosão aérea | Frequência média (anos) | Bolas de fogo gravadas (CNEOS) (1988-2018) |
| ---------------------------------------------------------------------------------------- | ------------------- | ------------------- | -------------------------- | ----------------------- | ------------------------------------------ |
| 4 m                                                                                      | 3 kt                | 0.75 kt             | 42.5 km                    | 1.3                     | 54                                         |
| 7 m                                                                                      | 16 kt               | 5 kt                | 36.3 km                    | 4.6                     | 15                                         |
| 10 m                                                                                     | 47 kt               | 19 kt               | 31.9 km                    | 10                      | 2                                          |
| 15 m                                                                                     | 159 kt              | 82 kt               | 26.4 km                    | 27                      | 1                                          |
| 20 m                                                                                     | 376 kt              | 230 kt              | 22.4 km                    | 60                      | 1                                          |
| 30 m                                                                                     | 1.3 Mt              | 930 kt              | 16.5 km                    | 185                     | 0                                          |
| 50 m                                                                                     | 5.9 Mt              | 5.2 Mt              | 8.7 km                     | 764                     | 0                                          |
| 70 m                                                                                     | 16 Mt               | 15.2 Mt             | 3.6 km                     | 1.900                   | 0                                          |
| 85 m                                                                                     | 29 Mt               | 28 Mt               | 0.58 km                    | 3.300                   | 0                                          |
| Com base na densidade de 2600 kg/m3, velocidade de 17 km/s e um ângulo de impacto de 45° |                     |                     |                            |                         |                                            |

| Diâmetro do impactador                                                                   | Energia cinética em | Energia cinética em | Diâmetro da cratera | Frequência (anos) |
| Diâmetro do impactador                                                                   | entrada atmosférica | impacto             | Diâmetro da cratera | Frequência (anos) |
| ---------------------------------------------------------------------------------------- | ------------------- | ------------------- | ------------------- | ----------------- |
| 100 m                                                                                    | 47 Mt               | 3.4 Mt              | 1.2 km              | 5.200             |
| 130 m                                                                                    | 103 Mt              | 31.4 Mt             | 2 km                | 11.000            |
| 150 m                                                                                    | 159 Mt              | 71.5 Mt             | 2.4 km              | 16.000            |
| 200 m                                                                                    | 376 Mt              | 261 Mt              | 3 km                | 36.000            |
| 250 m                                                                                    | 734 Mt              | 598 Mt              | 3.8 km              | 59.000            |
| 300 m                                                                                    | 1270 Mt             | 1110 Mt             | 4.6 km              | 73.000            |
| 400 m                                                                                    | 3010 Mt             | 2800 Mt             | 6 km                | 100.000           |
| 700 m                                                                                    | 16100 Mt            | 15700 Mt            | 10 km               | 190.000           |
| 1.000 m                                                                                  | 47000 Mt            | 46300 Mt            | 13.6 km             | 440.000           |
| Com base na densidade de 2600 kg/m3, velocidade de 17 km/s e um ângulo de impacto de 45° |                     |                     |                     |                   |

Objetos com diâmetro inferior a 1 m são chamados de meteoroides e raramente chegam ao solo para se tornarem meteoritos. Estima-se que 500 meteoritos atingem a superfície a cada ano, mas apenas 5 ou 6 deles normalmente criam uma assinatura de radar meteorológico com um campo espalhado grande o suficiente para ser recuperado e divulgado aos cientistas.
O falecido Eugene Shoemaker, do Serviço Geológico dos Estados Unidos, estimou a taxa de impactos na Terra, concluindo que um evento do tamanho da arma nuclear que destruiu Hiroshima ocorre cerca de uma vez por ano. Tais eventos parecem espetacularmente óbvios, mas geralmente passam despercebidos por uma série de razões: a maior parte da superfície da Terra é coberta por água; boa parte da superfície terrestre é desabitada; e as explosões geralmente ocorrem em altitude relativamente alta, resultando em um grande clarão e trovão, mas sem danos reais.
Embora nenhum ser humano tenha sido morto diretamente por um impacto, mais de 1000 pessoas ficaram feridas pelo evento de explosão do meteoro de Tcheliabinsk sobre a Rússia em 2013. Em 2005, estimou-se que a chance de uma única pessoa nascida hoje morrer devido a um impacto é de cerca de 1 em 200.000. Os asteroides de 2 a 4 metros de tamanho 2008 TC3, 2014 AA, 2018 LA, 2019 MO, 2022 EB5 e o suposto satélite artificial WT1190F são os únicos objetos conhecidos a serem detectados antes de impactar a Terra.

### Importância geológica
Os impactos tiveram, ao longo da história da Terra, uma significativa influência geológica e climática.
A existência da Lua é amplamente atribuída a um enorme impacto no início da história da Terra. Eventos de impacto no início da história da Terra foram creditados com eventos criativos e destrutivos; foi proposto que cometas impactantes entregaram a água da Terra, e alguns sugeriram que as origens da vida podem ter sido influenciadas por objetos impactantes trazendo produtos químicos orgânicos ou formas de vida para a superfície da Terra, uma teoria conhecida como exogênese.

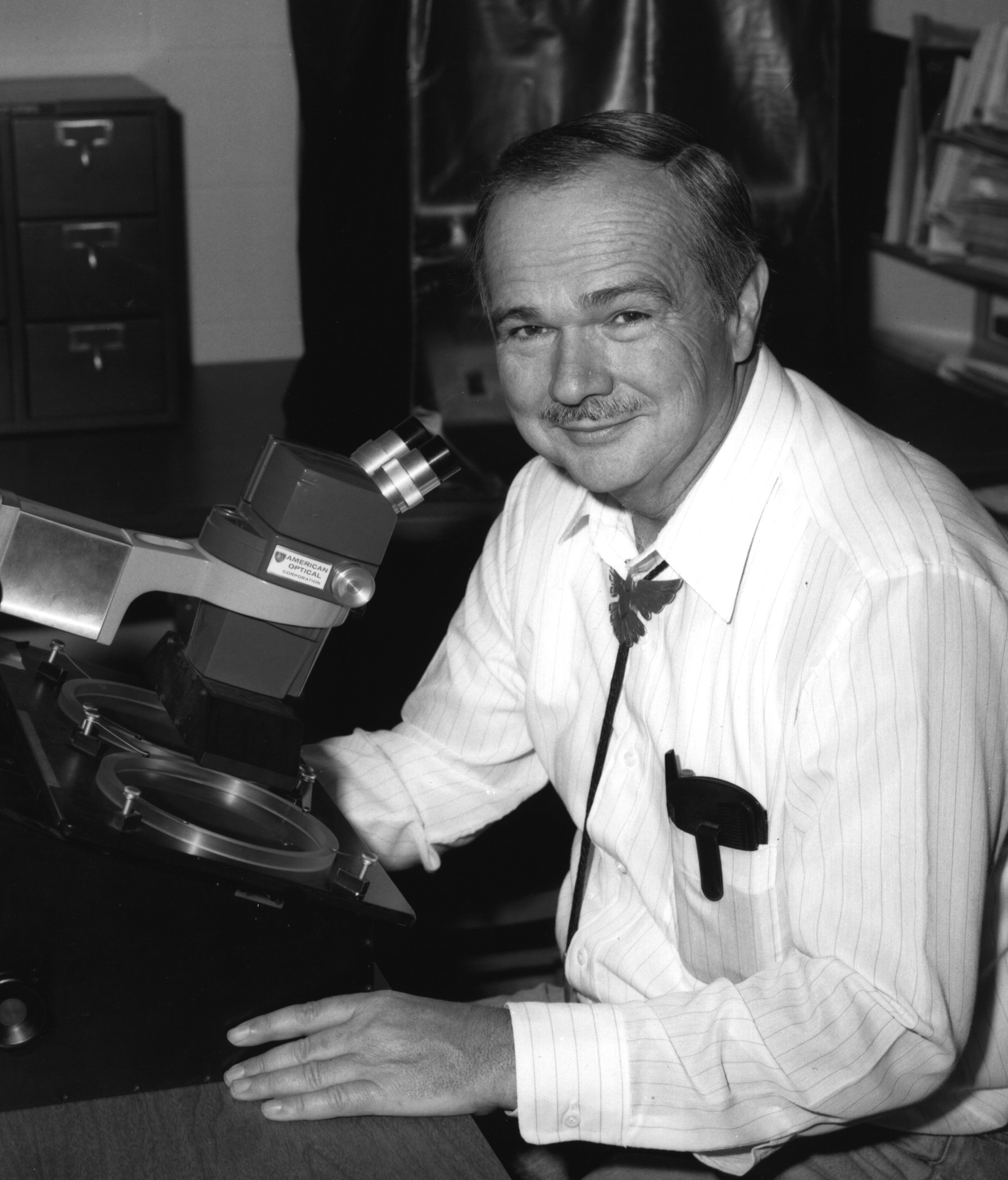
Eugene Shoemaker foi o primeiro a provar que impactos de meteoritos afetaram a Terra

Essas visões modificadas da história da Terra não surgiram até há relativamente pouco tempo, principalmente devido à falta de observações diretas e à dificuldade em reconhecer os sinais de um impacto da Terra por causa da erosão e do intemperismo. Impactos terrestres de grande escala do tipo que produziu a Cratera Barringer, localmente conhecida como Cratera do Meteoro, a nordeste de Flagstaff, Arizona, nos Estados Unidos são raros. Em vez disso, acreditava-se amplamente que a formação de crateras era o resultado do vulcanismo: a Cratera Barringer, por exemplo, foi atribuída a uma explosão vulcânica pré-histórica (uma hipótese razoável, dado que os picos vulcânicos de São Francisco ficam a apenas 48 km para o oeste). Da mesma forma, as crateras na superfície da Lua foram atribuídas ao vulcanismo.
Não foi até 1903-1905 que a Cratera Barringer foi corretamente identificada como uma cratera de impacto, e não foi até 1963 que a pesquisa de Eugene Shoemaker provou conclusivamente esta hipótese. As descobertas da exploração espacial do final do século XX e o trabalho de cientistas como Shoemaker demonstraram que a formação de crateras de impacto foi de longe o processo geológico mais difundido nos corpos sólidos do Sistema Solar. Cada corpo sólido pesquisado no Sistema Solar foi encontrado com crateras, e não havia razão para acreditar que a Terra tivesse escapado de alguma forma do bombardeio do espaço. Nas últimas décadas do século XX, um grande número de crateras de impacto altamente modificadas começou a ser identificado. A primeira observação direta de um grande evento de impacto ocorreu em 1994: a colisão do cometa Shoemaker-Levy 9 com Júpiter.
Com base nas taxas de formação de crateras determinadas pelo parceiro celeste mais próximo da Terra, a Lua, os astrogeólogos determinaram que, durante os últimos 600 milhões de anos, a Terra foi atingida por 60 objetos com um diâmetro de 5 km ou mais. O menor desses impactadores deixaria uma cratera de quase 100 km de diâmetro. Apenas três crateras confirmadas desse período com esse tamanho ou maior foram encontradas: Chicxulub, Popigai e Manicouagan, e todas as três foram suspeitas de estarem ligadas a eventos de extinção embora apenas Chicxulub, o maior dos três, tem sido consistentemente considerado. O impacto que causou a cratera de Mistastin gerou temperaturas superiores a 2.370 °C, as mais altas já registradas na superfície da Terra.
Além do efeito direto dos impactos de asteroides na topografia da superfície de um planeta, no clima global e na vida, estudos recentes mostraram que vários impactos consecutivos podem afetar o mecanismo de dínamo no núcleo de um planeta responsável por manter o campo magnético do planeta e podem contribuíram para a falta de campo magnético atual de Marte. Um evento de impacto pode causar uma pluma de manto (vulcanismo) no ponto antipodal do impacto. O impacto de Chicxulub pode ter aumentado o vulcanismo nas cordilheiras meso-oceânicas e foi proposto que desencadeou o vulcanismo de inundação de basalto nos basaltos de Decão.
Embora numerosas crateras de impacto tenham sido confirmadas em terra ou em mares rasos sobre plataformas continentais, nenhuma cratera de impacto no oceano profundo foi amplamente aceita pela comunidade científica. Impactos de projéteis de até um quilômetro de diâmetro geralmente explodem antes de atingir o fundo do mar, mas não se sabe o que aconteceria se um impactor muito maior atingisse o oceano profundo. A falta de uma cratera, no entanto, não significa que um impacto no oceano não teria implicações perigosas para a humanidade. Alguns estudiosos argumentaram que um evento de impacto em um oceano ou mar pode criar um megatsunami, que pode causar destruição tanto no mar quanto em terra ao longo da costa, mas isso é contestado. Acredita-se que o impacto de Eltanin no Oceano Pacífico de 2.5 milhões de anos envolva um objeto de cerca de 1 a 4 km de diâmetro, mas permanece sem crateras.

### Efeitos biosféricos
O efeito de eventos de impacto na biosfera tem sido objeto de debate científico. Várias teorias de extinção em massa relacionadas ao impacto foram desenvolvidas. Nos últimos 500 milhões de anos, houve cinco grandes extinções em massa geralmente aceitas que, em média, extinguiram metade de todas as espécies. Uma das maiores extinções em massa que afetou a vida na Terra foi o Permiano-Triássico, que encerrou o período Permiano há 250 milhões de anos e matou 90% de todas as espécies; a vida na Terra levou 30 milhões de anos para se recuperar. A causa da extinção do Permiano-Triássico ainda é motivo de debate; a idade e a origem das crateras de impacto propostas, ou seja, a estrutura Bedout High, supostamente associada a ela, ainda são controversas. A última extinção em massa levou ao desaparecimento dos dinossauros não aviários e coincidiu com o impacto de um grande meteorito; este é o evento de do extinção Cretáceo-Paleogeno (também conhecido como evento de extinção K-T ou K-Pg), que ocorreu 66 milhões de anos atrás. Não há evidências definitivas de impactos que levaram às três outras grandes extinções em massa.
Em 1980, o físico Luis Walter Alvarez; seu filho, o geólogo Walter Alvarez; e os químicos nucleares Frank Asaro e Helen V. Michael, da Universidade da Califórnia em Berkeley, descobriram concentrações excepcionalmente altas de irídio em uma camada específica de estratos rochosos na crosta terrestre. O irídio é um elemento raro na Terra, mas relativamente abundante em muitos meteoritos. A partir da quantidade e distribuição de irídio presente na "camada de irídio" de 65 milhões de anos, a equipe de Alvarez estimou mais tarde que um asteroide de 10 a 14 km deve ter colidido com a Terra. Esta camada de irídio na fronteira Cretáceo-Paleogeno (nível K-Pg) foi encontrada em todo o mundo em 100 locais diferentes. O quartzo de impacto multidirecionalmente (coesita), normalmente associado a grandes eventos de impacto ou explosões de bombas atômicas, também foi encontrado na mesma camada em mais de 30 locais. Fuligem e cinzas em níveis dezenas de milhares de vezes os níveis normais foram encontrados com o acima.
Anomalias nas razões isotópicas de cromo encontrados dentro do camado nível K-Pg apoiam fortemente a teoria do impacto. As proporções isotópicas de cromo são homogêneas dentro da terra e, portanto, essas anomalias isotópicas excluem uma origem vulcânica, que também foi proposta como causa do enriquecimento de irídio. Além disso, as razões isotópicas de cromo medidas no nível K-Pg são semelhantes às razões isotópicas de cromo encontradas em condritos carbonáceos. Assim, um candidato provável para o impactador é um asteroide carbonáceo, mas um cometa também é possível porque os cometas são compostos de material semelhante aos condritos carbonáceos.
Provavelmente, a evidência mais convincente de uma catástrofe mundial foi a descoberta da cratera que desde então foi chamada de Cratera de Chicxulub. Esta cratera está centrada na Península de Yucatán, no México, e foi descoberta por Tony Camargo e Glen Penfield enquanto trabalhavam como geofísicos para a petrolífera mexicana PEMEX. O que eles relataram como uma característica circular acabou por ser uma cratera estimada em 180 km de diâmetro. Isso convenceu a grande maioria dos cientistas de que essa extinção resultou de um evento pontual que provavelmente é um impacto extraterrestre e não do aumento do vulcanismo e das mudanças climáticas (que espalhariam seu efeito principal por um período de tempo muito mais longo).
Embora agora haja um consenso geral de que houve um grande impacto no final do Cretáceo que levou ao enriquecimento de irídio do nível K-Pg, foram encontrados vestígios de outros impactos menores, alguns com quase metade do tamanho da cratera de Chicxulub, que não resultou em extinções em massa, e não há ligação clara entre um impacto e qualquer outro incidente de extinção em massa.
Os paleontólogos David M. Raup e Jack Sepkoski propuseram que um excesso de eventos de extinção ocorre aproximadamente a cada 26 milhões de anos (embora muitos sejam relativamente pequenos). Isso levou o físico Richard A. Muller a sugerir que essas extinções poderiam ser devidas a uma hipotética estrela companheira do Sol chamada Nêmesis, interrompendo periodicamente as órbitas dos cometas na nuvem de Oort, levando a um grande aumento no número de cometas que atingem o Sistema Solar interno, onde podem atingir a Terra. O físico Adrian Melott e o paleontólogo Richard Bambach verificaram mais recentemente a descoberta de Raup e Sepkoski, mas argumentam que não é consistente com as características esperadas de uma periodicidade no estilo Nêmesis.

### Efeitos sociológicos e culturais
Um evento de impacto é comumente visto como um cenário que traria o fim da civilização. Em 2000, a revista Discover publicou uma lista de 20 possíveis cenários apocalípticos repentinos com um evento de impacto listado como o mais provável de ocorrer.
Uma pesquisa conjunta do Pew Research Center/Smithsonian de 21 a 26 de abril de 2010 descobriu que 31% dos americanos acreditavam que um asteroide colidiria com a Terra em 2050. A maioria (61%) discordou.

### Impactos na Terra

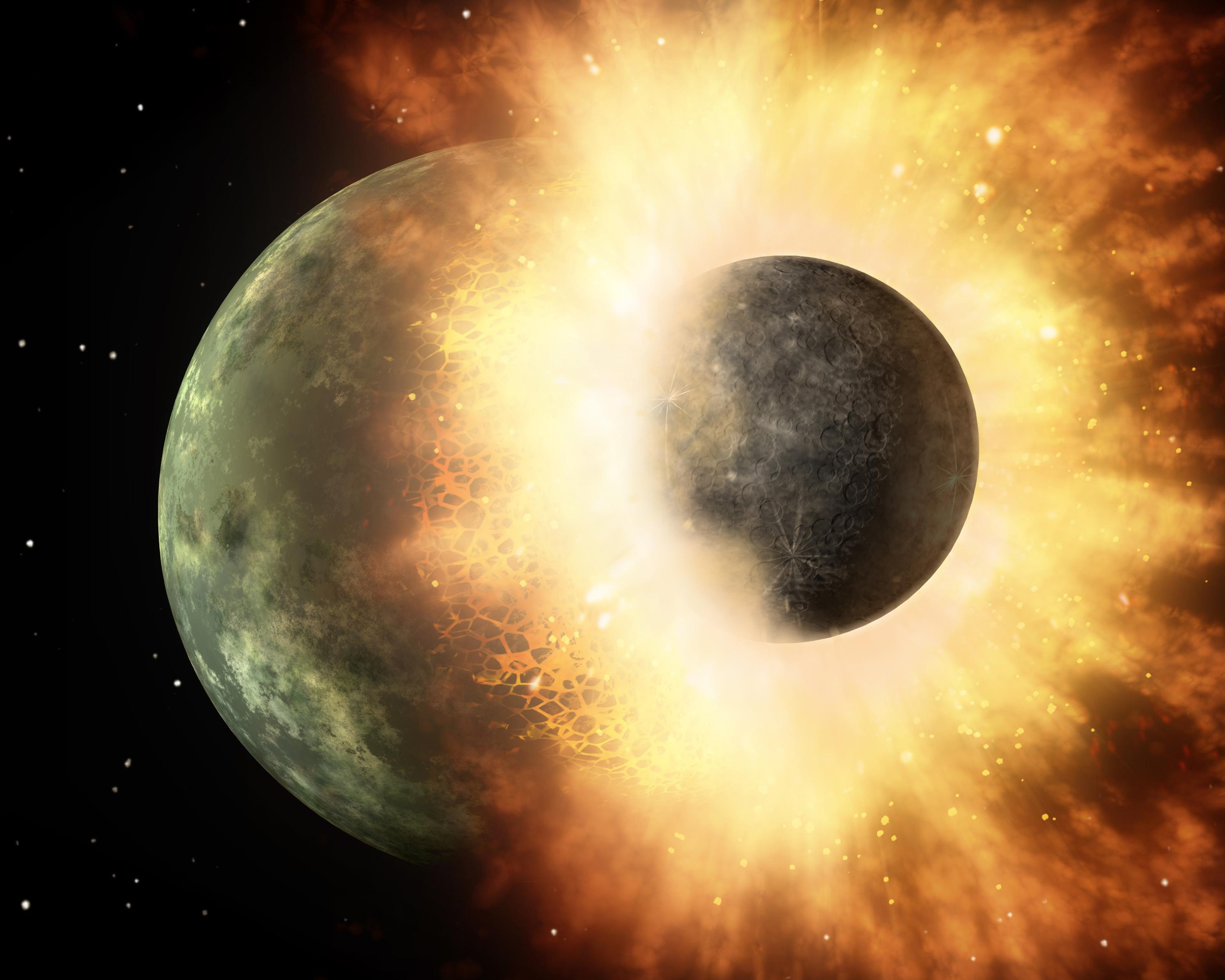
Representação artística de uma colisão entre dois corpos planetários. Tal impacto entre a Terra e um objeto do tamanho de Marte provavelmente formou a Lua

No início da história da Terra (cerca de 4 bilhões de anos atrás), os impactos de bólidos eram quase certamente comuns, uma vez que o Sistema Solar continha muito mais corpos discretos do que atualmente. Tais impactos podem ter incluído impactos de asteroides com centenas de quilômetros de diâmetro, com explosões tão poderosas que vaporizaram todos os oceanos da Terra. Foi só quando esse pesado bombardeio diminuiu que a vida parece ter começado a evoluir na Terra.

#### Pré-cambriano
A principal teoria da origem da Lua é a teoria do impacto gigante, que postula que a Terra já foi atingida por um planetoide do tamanho de Marte; tal teoria é capaz de explicar o tamanho e a composição da Lua, algo que não é feito por outras teorias de formação lunar.
De acordo com a teoria do intenso bombardeio tardio, deveria ter havido 22.000 ou mais crateras de impacto com diâmetros >20 km, cerca de 40 bacias de impacto com diâmetros de cerca de 1.000 km e várias bacias de impacto com diâmetros de cerca de 5.000 km. No entanto, centenas de milhões de anos de deformação na crosta terrestre representam desafios significativos para a identificação conclusiva dos impactos desse período. Acredita-se que apenas dois pedaços de litosfera intocada permanecem desta era: Kaapvaal Craton (na África do Sul contemporânea) e Pilbara Craton (na Austrália Ocidental contemporânea) para pesquisar dentro do qual pode potencialmente revelar evidências na forma de crateras físicas. Outros métodos podem ser usados para identificar impactos deste período, por exemplo, análise gravitacional indireta ou magnética do manto, mas podem ser inconclusivos.
Em 2021, evidências de um provável impacto de 3.46 bilhões de anos atrás em Pilbara Craton foram encontradas na forma de uma cratera de 150 km criada pelo impacto de um asteroide de 10 km no mar a uma profundidade de 2.5 km (perto do local de Marble Bar, Austrália Ocidental). O evento causou tsunamis globais. Também é coincidência com algumas das primeiras evidências de vida na Terra, estromatólitos fossilizados.
Evidências de um impacto maciço na África do Sul perto de uma formação geológica conhecida como Barberton Greenstone Belt foram descobertas por cientistas em 2014. Eles estimaram que o impacto ocorreu no Kaapvaal Craton (África do Sul) há cerca de 3.26 bilhões de anos e que o impactor tinha aproximadamente 37 a 58 km de largura. A cratera desse evento, se ainda existir, ainda não foi encontrada.
A estrutura Maniitsoq, datada de cerca de 3 bilhões de anos, já foi considerada o resultado de um impacto; no entanto, estudos de acompanhamento não confirmaram sua natureza como uma estrutura de impacto. A estrutura Maniitsoq não é reconhecida como uma estrutura de impacto pelo Earth Impact Database.
Em 2020, os cientistas descobriram a cratera de impacto confirmada mais antiga do mundo, a cratera de Yarrabubba, causada por um impacto ocorrido no Yilgarn Craton (o que hoje é a Austrália Ocidental), datado de mais de 2.2 bilhões de anos atrás, com o impactador estimado em cerca de 7 km de largura. Acredita-se que, nessa época, a Terra estava quase ou completamente congelada, comumente chamada de glaciação Huroniana.
O evento de impacto Vredefort, que ocorreu cerca de 2 bilhões de anos atrás no Kaapvaal Craton (atual África do Sul), causou a maior cratera verificada, uma estrutura multi-anéis de 160-300 km de diâmetro, formada a partir de um impactor aproximadamente 10-15 km de diâmetro.
O evento de impacto de Sudbury ocorreu no supercontinente Nuna (atual Canadá) de um bólido de aproximadamente 10-15 km de diâmetro há aproximadamente 1.849 bilhão de anos. Detritos do evento teriam sido espalhados por todo o globo.

#### Paleozóico e Mesozóico
Acredita-se agora que dois asteroides de 10 km de tamanho atingiram a Austrália entre 360 e 300 milhões de anos atrás nas bacias de Western Warburton e East Warburton, criando uma zona de impacto de 400 km. De acordo com evidências encontradas em 2015, é o maior já registrado. Um terceiro possível impacto também foi identificado em 2015 ao norte, no alto rio Diamantina, também supostamente causado por um asteroide de 10 km de diâmetro há cerca de 300 milhões de anos, mas mais estudos são necessários para estabelecer que essa anomalia da crosta foi na verdade, o resultado de um evento de impacto.

Uma animação modelando o impacto e a subsequente formação da cratera do impacto de Chicxulub (Universidade do Arizona, Space Imagery Center)

O impacto pré-histórico de Chicxulub, 66 milhões de anos atrás, que se acredita ser a causa do evento de extinção Cretáceo-Paleogeno, foi causado por um asteroide estimado em cerca de 10 km de largura.

#### Paleogeno

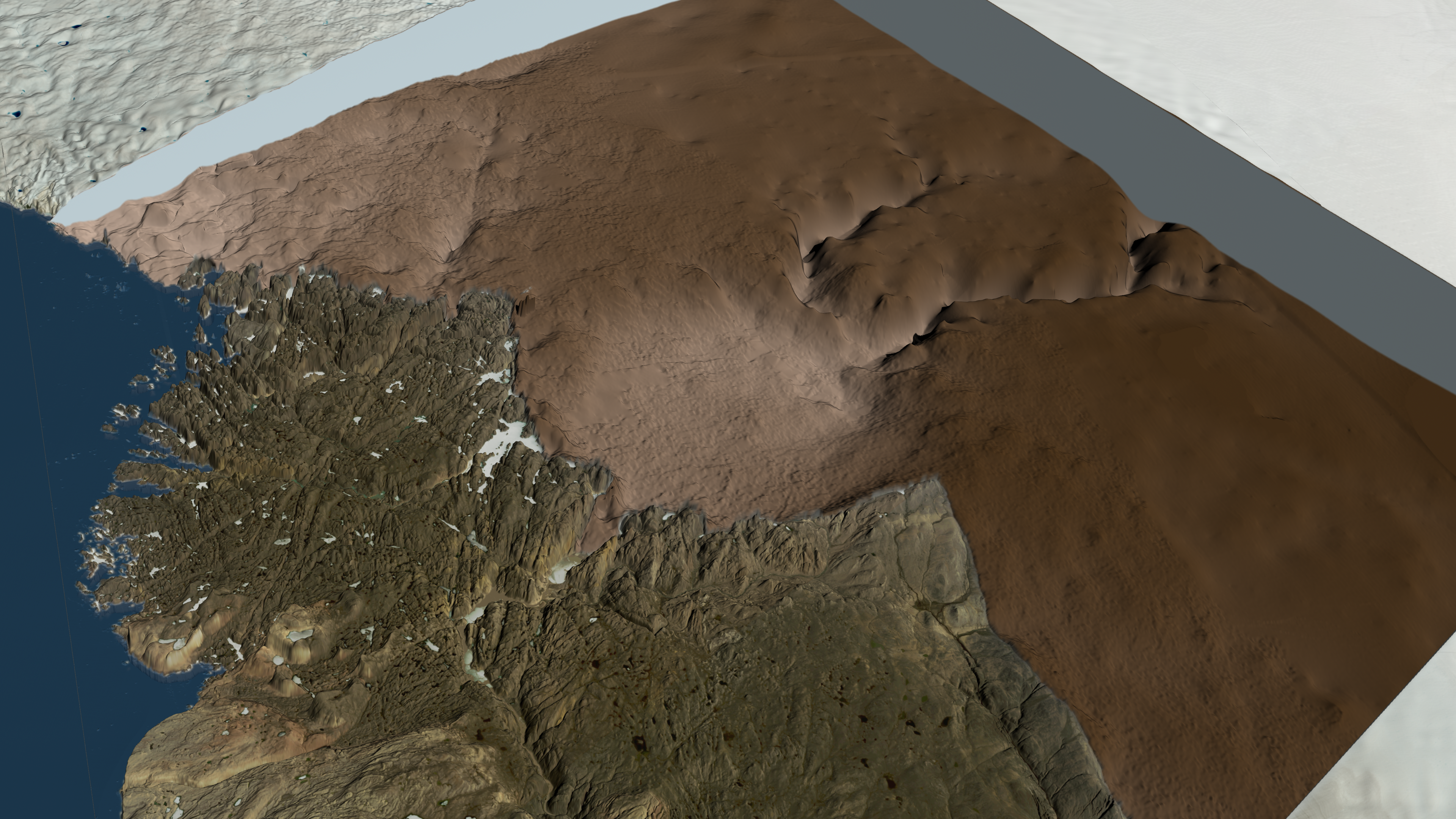
A cratera de impacto Hiawatha na Groenlândia está enterrada sob mais de um km de gelo

A análise da geleira Hiawatha revela a presença de uma cratera de impacto de 31 km de largura datada de 58 milhões de anos de idade, menos de 10 milhões de anos após o evento de extinção Cretáceo-Paleogeno, os cientistas acreditam que o impactor era um asteroide metálico com um diâmetro da ordem de 1.5 km. O impacto teria efeitos globais.

#### Pleistoceno

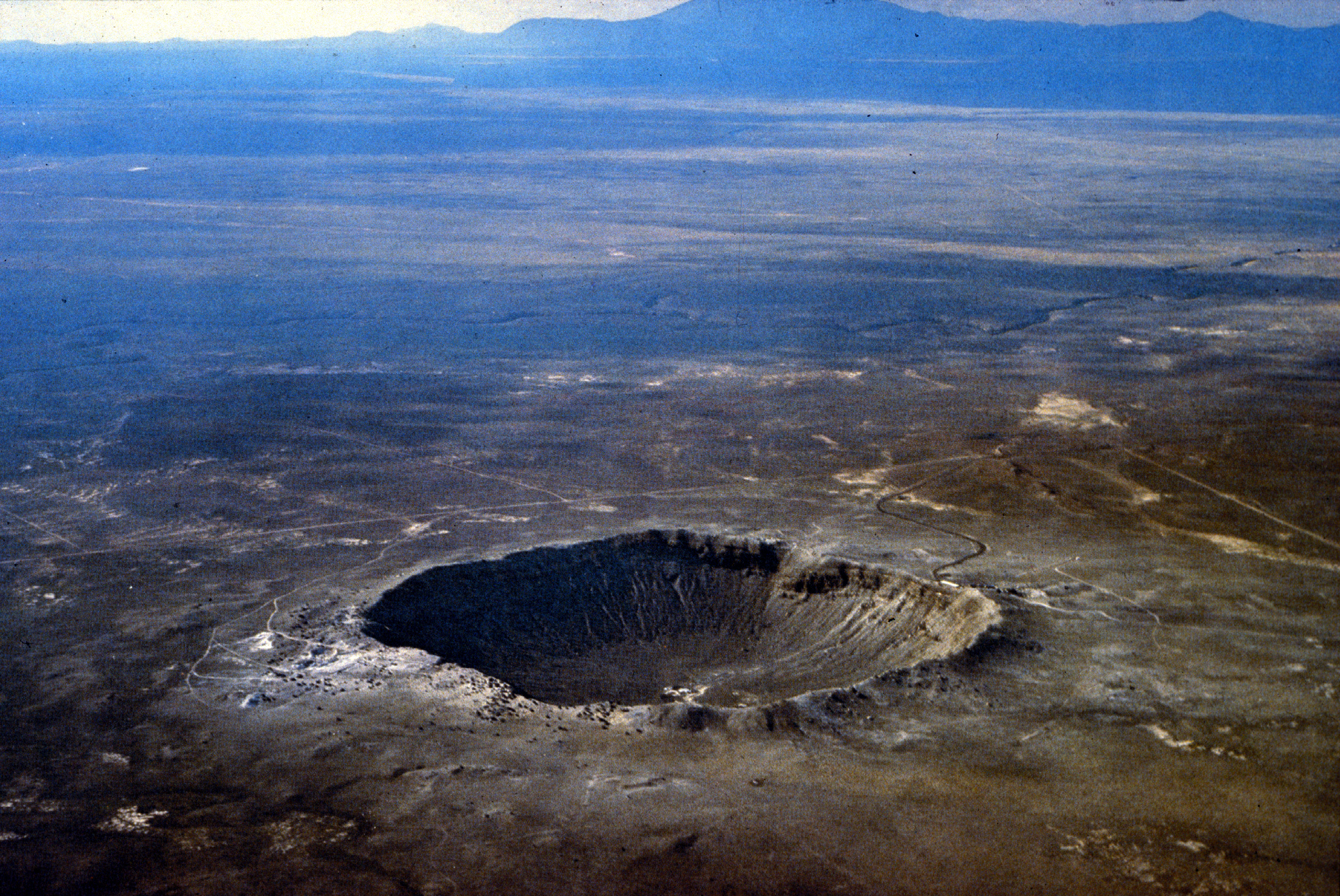
Vista aérea da Cratera de Barringer, Arizona nos Estados Unidos

Artefatos recuperados com tektites do evento de 803.000 anos da Australásia na Ásia ligam uma população de Homo erectus a um impacto significativo de meteorito e suas consequências. Exemplos significativos de impactos do Pleistoceno incluem o lago da cratera Lonar na Índia, com aproximadamente 52.000 anos (embora um estudo publicado em 2010 dê uma idade muito maior), que agora tem uma florescente selva semitropical ao seu redor.

#### Holoceno
As crateras do rio Cuarto na Argentina foram produzidas há aproximadamente 10.000 anos, no início do Holoceno. Se fossem crateras de impacto, seriam o primeiro impacto do Holoceno.
O Campo del Cielo ("Campo do Céu") refere-se a uma área que faz fronteira com a província argentina do Chaco, onde um grupo de meteoritos de ferro foi encontrado, estimado em 4.000 a 5.000 anos atrás. Ele chamou a atenção das autoridades espanholas pela primeira vez em 1576; em 2015, a polícia prendeu quatro supostos contrabandistas tentando roubar mais de uma tonelada de meteoritos protegidos. As crateras Henbury na Austrália (~ 5.000 anos) e as crateras Kaali na Estônia (~ 2.700 anos) foram aparentemente produzidas por objetos que se quebraram antes do impacto.
Estima-se que a cratera Whitecourt em Alberta, no Canadá, tenha entre 1.080 e 1.130 anos. A cratera tem aproximadamente 36 m de diâmetro e 9 m de profundidade, é densamente arborizada e foi descoberta em 2007 quando um detector de metais revelou fragmentos de ferro meteórico espalhados pela área.
Um registro chinês afirma que 10.000 pessoas foram mortas no evento de Ch'ing-yang de 1490 com as mortes causadas por uma saraivada de "pedras caindo"; alguns astrônomos levantam a hipótese de que isso pode descrever uma queda real de meteorito, embora achem o número de mortes implausível.
Acredita-se que a cratera Kamil, descoberta a partir da revisão de imagens do Google Earth no Egito, com 45 m de diâmetro e 10 m de profundidade, tenha se formado há menos de 3.500 anos em uma região então despovoada do oeste do Egito. Foi encontrado em 19 de fevereiro de 2009 por V. de Michelle em uma imagem do Google Earth do deserto de East Uweinat, no Egito.

#### Impactos do século XX

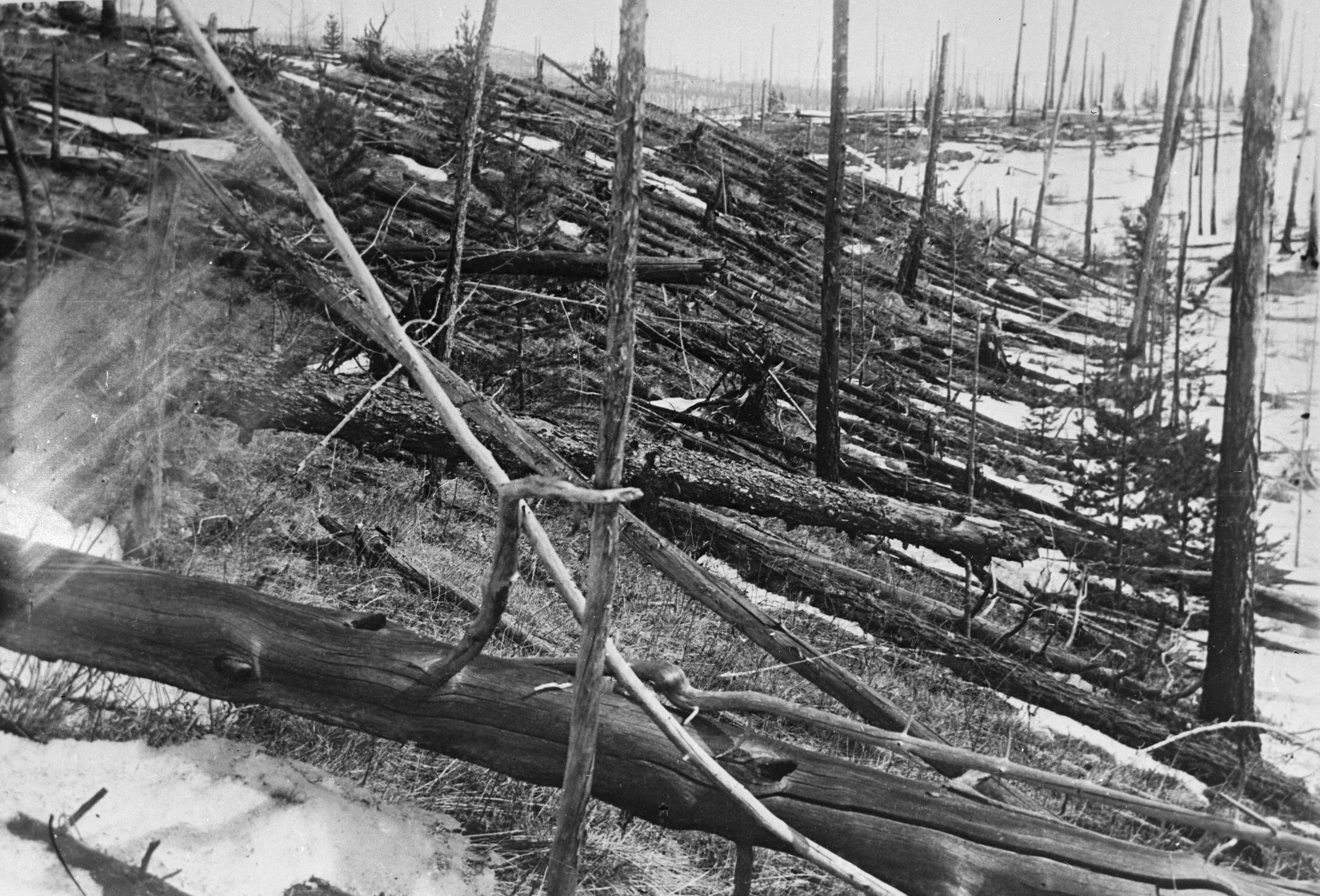
Árvores derrubadas pelo evento de Tunguska, no Império Russo em 1908

Um dos impactos registrados mais conhecidos nos tempos modernos foi o evento de Tunguska, que ocorreu na Sibéria, Império Russo em 1908. Este incidente envolveu uma explosão que provavelmente foi causada pela explosão de um asteroide ou cometa de 5 a 10 km acima da superfície da Terra, derrubando cerca de 80 milhões de árvores em 2.150 km2.
Em fevereiro de 1947, outro grande bólido atingiu a Terra nas montanhas Sijote-Alín, Primorye, União Soviética. Foi durante o dia e foi testemunhado por muitas pessoas, o que permitiu a V. G. Fesenkov, então presidente do comitê de meteoritos da Academia de Ciências da União Soviética, estimar a órbita do meteoroide antes que ele encontrasse a Terra. Meteorito de Sijote-Alín é uma queda maciça com o tamanho total do meteoroide estimado em aproximadamente 90.000 kg. Uma estimativa mais recente de Tsvetkov (e outros) coloca a massa em cerca de 100.000 kg. Era um meteorito de ferro pertencente ao grupo químico IIAB e com uma estrutura de octaedrita grosseira. Mais de 70 toneladas (toneladas métricas) de material sobreviveram à colisão.
Um caso de um humano ferido por uma rocha espacial ocorreu em 30 de novembro de 1954, em Sylacauga, Alabama, Estados Unidos. Lá, um condrito de pedra de 4 kg atravessou um telhado e atingiu Ann Hodges em sua sala de estar depois de ricochetear em seu rádio. Ela estava muito machucada pelos fragmentos. Desde então, várias pessoas alegaram ter sido atingidas por "meteoritos", mas nenhum meteorito verificável resultou.
Um pequeno número de quedas de meteoritos foi observado com câmeras automatizadas e recuperado após o cálculo do ponto de impacto. O primeiro foi o meteorito de Příbram, que caiu na Checoslováquia (atual Chéquia) em 1959. Neste caso, duas câmeras usadas para fotografar meteoros capturaram imagens da bola de fogo. As imagens foram usadas tanto para determinar a localização das pedras no solo quanto, mais significativamente, para calcular pela primeira vez uma órbita precisa para um meteorito recuperado.
Após a queda de Příbram, outras nações estabeleceram programas automatizados de observação destinados a estudar a queda de meteoritos. Uma delas foi a Prairie Meteorite Network, operada pelo Observatório Astrofísico Smithsonian de 1963 a 1975 no meio-oeste dos Estados Unidos. Este programa também observou a queda de um meteorito, o condrito "Lost City", permitindo a sua recuperação e o cálculo da sua órbita. Outro programa no Canadá, o Meteorite Observation and Recovery Project, funcionou de 1971 a 1985. Também recuperou um único meteorito, "Innisfree", em 1977. Finalmente, as observações da European Fireball Network, um descendente do programa tcheco original que recuperou o Příbram, levaram à descoberta e cálculos da órbita do meteorito de Neuschwanstein em 2002.
Em 10 de agosto de 1972, um meteoro que ficou conhecido como a Grande Bola de Fogo à Luz do Dia de 1972 foi testemunhado por muitas pessoas enquanto se movia para o norte sobre as Montanhas Rochosas do sudoeste dos Estados Unidos para o Canadá. Foi filmado por um turista no Parque Nacional de Grand Teton, em Wyoming, Estados Unidos com uma câmera colorida de 8 milímetros. Na faixa de tamanho, o objeto estava aproximadamente entre um carro e uma casa e, embora pudesse ter terminado sua vida em uma explosão do tamanho de Hiroshima, nunca houve explosão. A análise da trajetória indicou que nunca chegou muito abaixo de 58 km do solo, e a conclusão foi que ele roçou a atmosfera da Terra por cerca de 100 segundos, depois saltou de volta para fora da atmosfera para retornar à sua órbita ao redor o Sol.
Muitos eventos de impacto ocorrem sem serem observados por ninguém no terreno. Entre 1975 e 1992, os satélites dos Estados Unidos de alerta precoce de mísseis detectaram 136 grandes explosões na atmosfera superior. Na edição de 21 de novembro de 2002 da revista Nature, Peter Brown, da Universidade de Western Ontario, Canadá, relatou seu estudo dos registros de satélites de alerta precoce dos Estados Unidos nos oito anos anteriores. Ele identificou 300 flashes causados por meteoros de 1 a 10 m naquele período de tempo e estimou a taxa de eventos do tamanho de Tunguska como uma vez em 400 anos. Eugene Shoemaker estimou que um evento de tal magnitude ocorre cerca de uma vez a cada 300 anos, embora análises mais recentes tenham sugerido que ele pode ter superestimado em uma ordem de magnitude.
Nas horas escuras da manhã de 18 de janeiro de 2000, uma bola de fogo explodiu sobre a cidade de Whitehorse, no território de Yukon, Canadá, a uma altitude de cerca de 26 km, iluminando a noite como o dia. O meteoro que produziu a bola de fogo foi estimado em cerca de 4.6 m de diâmetro, com um peso de 180 toneladas. Esta explosão também foi apresentada na série Killer Asteroids do Science Channel, com vários relatos de testemunhas de residentes em Atlin, Colúmbia Britânica.

#### Impactos do século XXI
Em 7 de junho de 2006, um meteoro foi observado atingindo Reisadalen na comuna de Nordreisa, no condado de Troms, na Noruega. Embora os relatos iniciais de testemunhas afirmassem que a bola de fogo resultante era equivalente à explosão nuclear de Hiroshima, a análise científica coloca a força da explosão em algo entre 100 e 500 toneladas equivalentes em TNT, cerca de 3% do rendimento de Hiroshima.
Em 15 de setembro de 2007, um meteoro condrítico caiu perto da vila de Carancas, no sudeste do Peru, perto do Lago Titicaca, deixando um buraco cheio de água e expelindo gases pela área circundante.
Em 7 de outubro de 2008, um asteroide de aproximadamente 4 metros rotulado como 2008 TC3 foi rastreado por 20 horas ao se aproximar da Terra e ao cair na atmosfera e impactar no Sudão. Esta foi a primeira vez que um objeto foi detectado antes de atingir a atmosfera e centenas de pedaços do meteorito foram recuperados do deserto da Núbia.

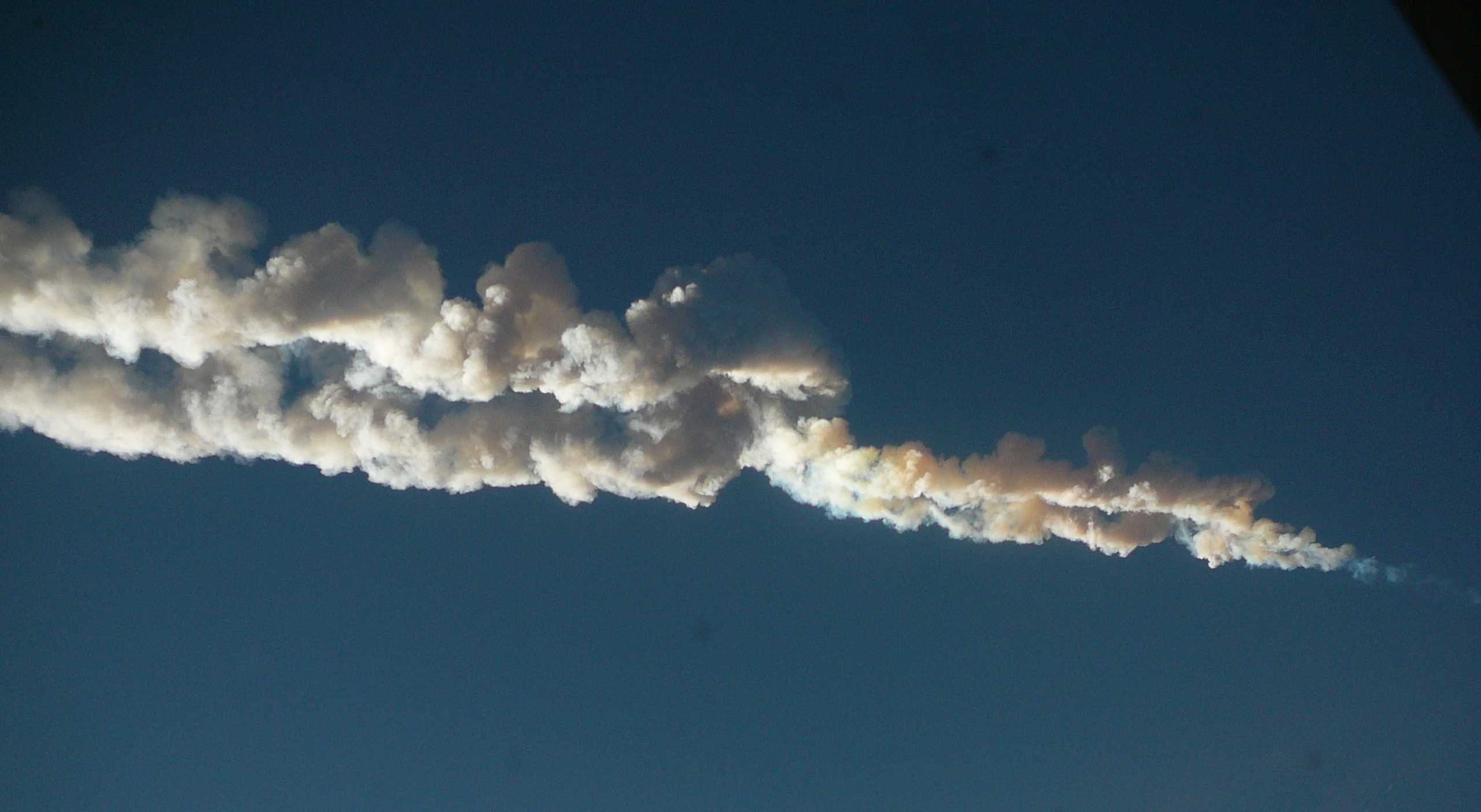
Trilha deixada pela explosão do meteoro de Tcheliabinsk ao passar pela cidade

Em 15 de fevereiro de 2013, um asteroide entrou na atmosfera da Terra sobre a Rússia como uma bola de fogo e explodiu sobre a cidade de Tcheliabinsk durante sua passagem pela região dos Montes Urais às 09:13 YEKT (03:13 UTC). A explosão aérea do objeto ocorreu a uma altitude entre 30-50 km acima do solo, e cerca de 1.500 pessoas ficaram feridas, principalmente por vidros quebrados pela onda de choque. Dois foram relatados em estado grave; no entanto, não houve mortes. Inicialmente, cerca de 3.000 edifícios em 6 cidades da região foram danificados devido à onda de choque da explosão, um número que subiu para mais de 7.200 nas semanas seguintes. Estima-se que o meteoro de Tcheliabinsk tenha causado mais de $30 milhões em danos. É o maior objeto registrado que encontrou a Terra desde o evento de Tunguska em 1908. Estima-se que o meteoro tenha um diâmetro inicial de 17 a 20 metros e uma massa de aproximadamente 10.000 toneladas. Em 16 de outubro de 2013, uma equipe da Universidade Federal dos Urais liderada por Victor Grokhovsky recuperou um grande fragmento do meteoro do fundo do Lago Chebarkul, na Rússia, cerca de 80 km a oeste da cidade.
Em 1 de janeiro de 2014, um asteroide de 3 metros, 2014 AA, foi descoberto pelo Mount Lemmon Survey e observado durante a próxima hora, e logo foi encontrado em rota de colisão com a Terra. A localização exata era incerta, restrita a uma linha entre o Panamá, Oceano Atlântico central, Gâmbia e a Etiópia. Mais ou menos na hora esperada (2 de janeiro às 3:06 UTC), uma explosão de infrassom foi detectada perto do centro da faixa de impacto, no meio do Oceano Atlântico. Isso marca a segunda vez que um objeto natural foi identificado antes de impactar a Terra após 2008 TC3.
Quase dois anos depois, em 3 de outubro, o WT1190F foi detectado orbitando a Terra em uma órbita altamente excêntrica, levando-o de dentro do anel de satélite geocêntrico para quase o dobro da órbita da Lua. Estima-se que foi perturbado pela Lua em rota de colisão com a Terra em 13 de novembro. Com mais de um mês de observações, bem como observações de pré-cobertura encontradas desde 2009, descobriu-se que era muito menos denso do que um asteroide natural deveria ser, sugerindo que era provavelmente um satélite artificial não identificado. Conforme previsto, caiu sobre o Sri Lanka às 6:18 UTC (11:48, horário local). O céu na região estava muito nublado, então apenas uma equipe de observação aérea conseguiu observá-lo caindo acima das nuvens. Agora acredita-se que seja um remanescente da missão Lunar Prospector em 1998, e é a terceira vez que qualquer objeto previamente desconhecido, natural ou artificial, foi identificado antes do impacto.
Em 22 de janeiro de 2018, um objeto, A106fgF, foi descoberto pelo Asteroid Terrestrial-impact Last Alert System (ATLAS) e identificado como tendo uma pequena chance de impactar a Terra mais tarde naquele dia. Como estava muito escuro e só foi identificado horas antes de sua aproximação, não foram feitas mais do que 4 observações iniciais cobrindo um período de 39 minutos do objeto. Não se sabe se ele impactou a Terra ou não, mas nenhuma bola de fogo foi detectada no infravermelho ou no infrassom; portanto, se o fizesse, seria muito pequeno e provavelmente próximo ao extremo leste de sua área de impacto potencial, no oeste do Oceano Pacífico.
Em 2 de junho de 2018, o Mount Lemmon Survey detectou 2018 LA (ZLAF9B2), um pequeno asteroide de 2 a 5 metros que observações posteriores logo descobriram que tinha 85% de chance de impactar a Terra. Logo após o impacto, um relatório de bola de fogo de Botswana chegou à American Meteor Society. Outras observações com o ATLAS estenderam o arco de observação de 1 hora para 4 horas e confirmaram que a órbita do asteroide realmente impactou a Terra no sul da África, fechando totalmente o ciclo com o relatório da bola de fogo e tornando este o terceiro objeto natural confirmado a impactar a Terra, e o segundo em terra depois de 2008 TC3.
Em 8 de março de 2019, a NASA anunciou a detecção de uma grande explosão aérea que ocorreu em 18 de dezembro de 2018 às 11:48, horário local, na costa leste da Península de Camecháteca, Rússia. Estima-se que o superbólido de Camecháteca tenha uma massa de aproximadamente 1.600 toneladas e um diâmetro de 9 a 14 metros, dependendo de sua densidade, tornando-o o terceiro maior asteroide a impactar a Terra desde 1900, após o meteoro de Tcheliabinsk e o evento de Tunguska. A bola de fogo explodiu a 25.6 quilômetros acima da superfície da Terra.
2019 MO, um asteroide de aproximadamente 4 metros, foi detectado pelo ATLAS algumas horas antes de impactar o Mar do Caribe perto de Porto Rico em junho de 2019.

##### Previsão de impacto de asteroide

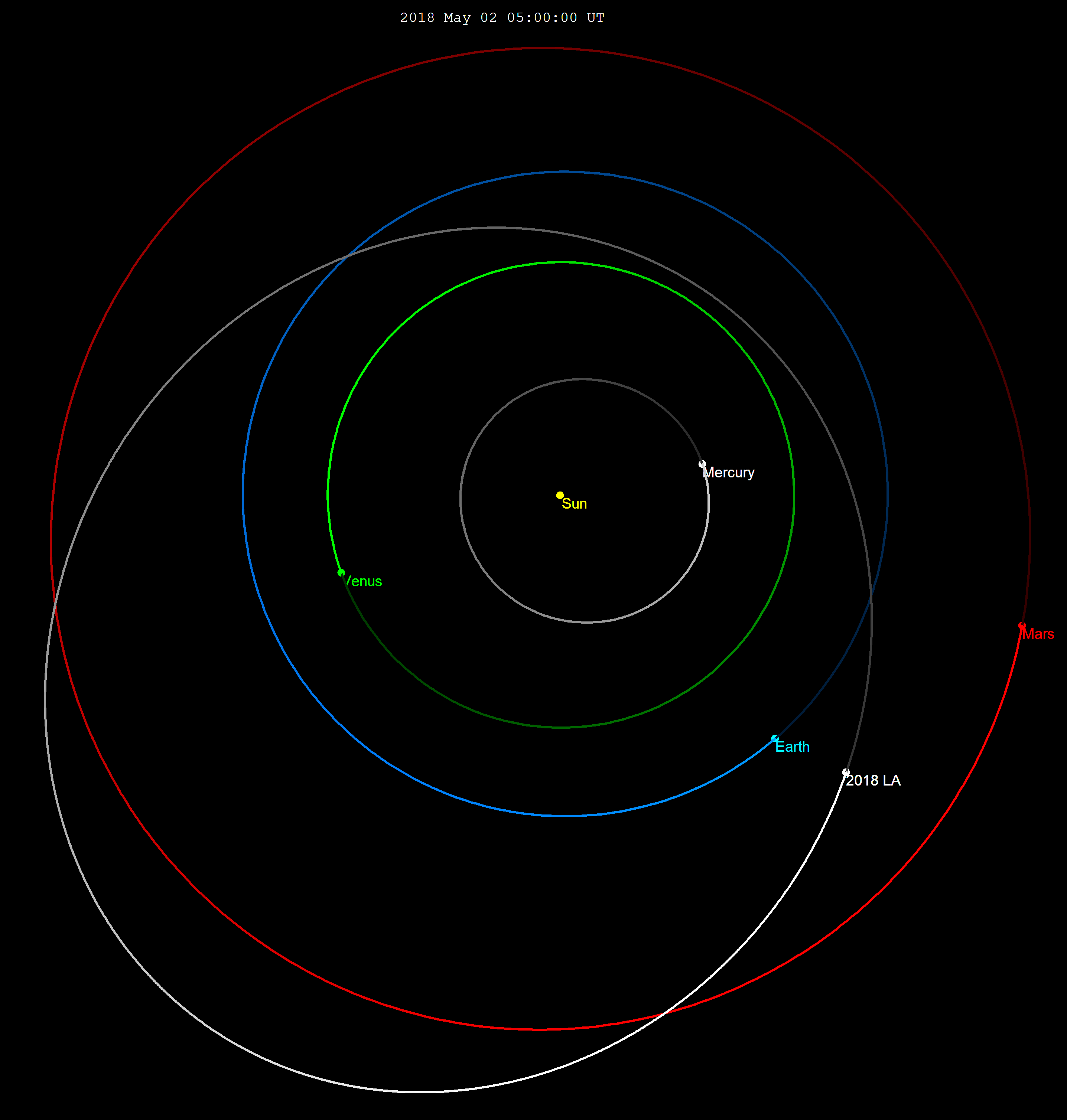
Órbita e posições de 2018 LA e Terra, 30 dias antes do impacto. O diagrama ilustra como os dados da órbita podem ser usados para prever impactos com bastante antecedência. Observe que, neste caso particular, a órbita do asteroide não era conhecida até algumas horas antes do impacto. O diagrama foi construído posteriormente para ilustração

No final do século XX e início do século XXI, os cientistas implementaram medidas para detectar objetos próximos da Terra e prever as datas e horários dos asteroides impactando a Terra, juntamente com os locais em que eles impactarão. O Minor Planet Center (MPC) da União Astronômica Internacional é a câmara de compensação global para informações sobre órbitas de asteroides. O Sentry System da NASA verifica continuamente o catálogo MPC de asteroides conhecidos, analisando suas órbitas para possíveis impactos futuros. Atualmente, nenhum é previsto (o único impacto de probabilidade mais alta atualmente listado é o asteroide 2010 RF12 de aproximadamente 7 m, que deve passar pela Terra em setembro de 2095 com apenas 5% de chance prevista de impacto).
Atualmente, a previsão é baseada principalmente na catalogação de asteroides anos antes do impacto. Isso funciona bem para asteroides maiores (> 1 km de diâmetro), pois eles são facilmente vistos a longa distância. Mais de 95% deles já são conhecidos e suas órbitas foram medidas, portanto, qualquer impacto futuro pode ser previsto muito antes de sua aproximação final à Terra. Objetos menores são muito fracos para serem observados, exceto quando se aproximam muito e, portanto, a maioria não pode ser observada antes de sua aproximação final. Os mecanismos atuais para detectar asteroides na aproximação final dependem de telescópios terrestres de campo amplo, como o sistema ATLAS. No entanto, os telescópios atuais cobrem apenas parte da Terra e, ainda mais importante, não podem detectar asteroides no lado diurno do planeta, razão pela qual tão poucos dos asteroides menores que comumente impactam a Terra são detectados durante as poucas horas em que seriam visíveis. Até agora, apenas quatro eventos de impacto foram previstos com sucesso, todos de asteroides inócuos de 2 a 5 m de diâmetro e detectados com algumas horas de antecedência.

### Status de resposta atual
Em abril de 2018, a Fundação B612 relatou "É 100% certo que seremos atingidos [por um asteroide devastador], mas não temos 100% certeza de quando". Também em 2018, o físico Stephen Hawking, em seu livro final Brief Answers to the Big Questions, considerou a colisão de um asteroide a maior ameaça ao planeta. Em junho de 2018, o Conselho Nacional de Ciência e Tecnologia dos Estados Unidos alertou que os Estados Unidos não estão preparados para um evento de impacto de asteroide e desenvolveu e lançou o "Plano de Ação da Estratégia Nacional de Preparação de Objetos Próximos à Terra" para se preparar melhor. De acordo com depoimentos de especialistas no Congresso dos Estados Unidos em 2013, a NASA precisaria de pelo menos cinco anos de preparação para lançar uma missão para interceptar um asteroide. O método preferido é desviar em vez de interromper um asteroide.

## Em outros lugares do Sistema Solar

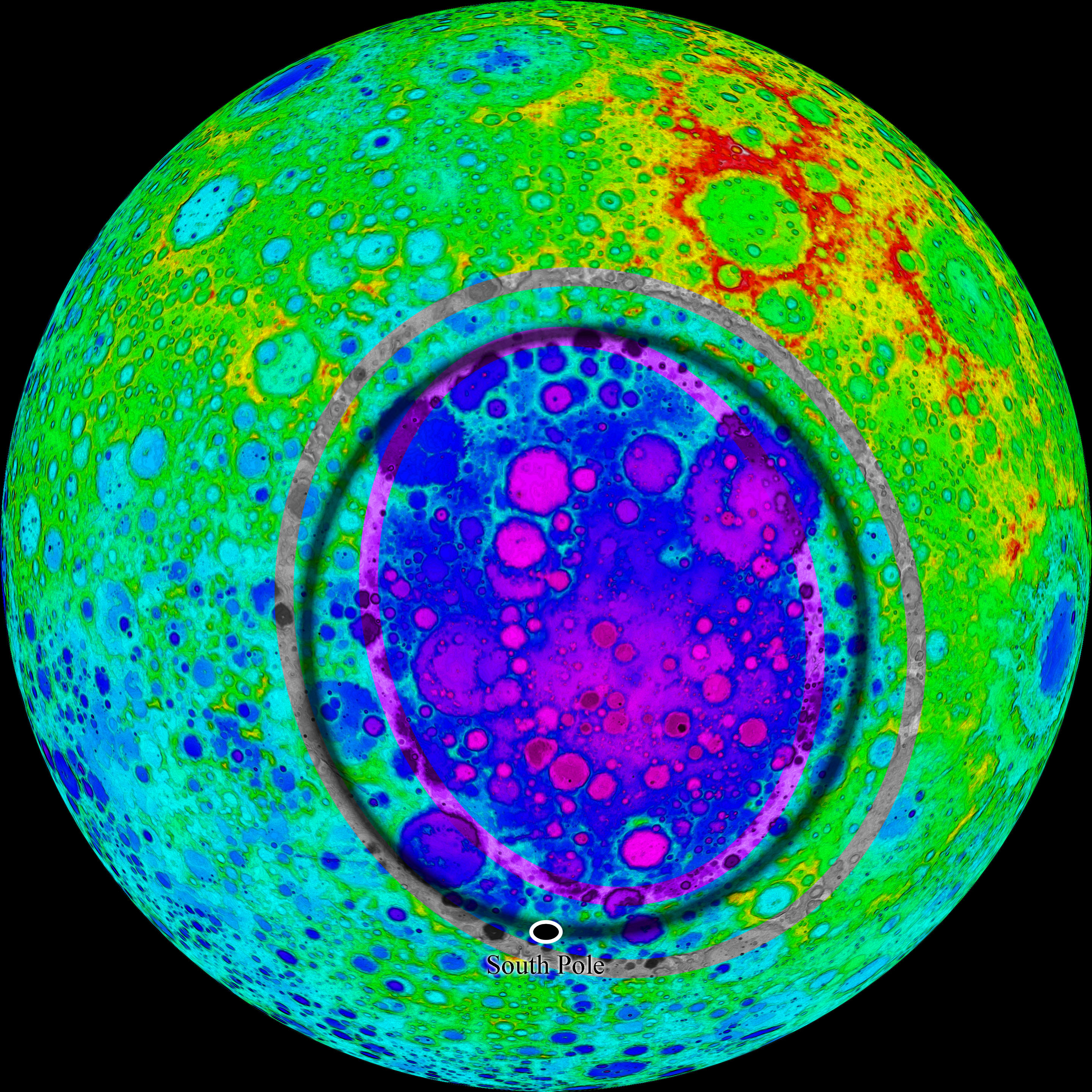
Mapa topográfico da bacia do Polo Sul-Aitken baseado em dados de Kaguya fornece evidências de um evento de impacto maciço na Lua há cerca de 4.3 bilhões de anos atrás

### Evidências de grandes eventos de impacto no passado
As crateras de impacto fornecem evidências de impactos passados em outros planetas do Sistema Solar, incluindo possíveis impactos terrestres interplanetários. Sem datação por carbono, outros pontos de referência são usados para estimar o momento desses eventos de impacto. Marte fornece algumas evidências significativas de possíveis colisões interplanetárias. A Bacia Polar Norte em Marte é especulada por alguns como evidência de um impacto do tamanho de um planeta na superfície de Marte entre 3.8 e 3.9 bilhões de anos atrás, enquanto Utopia Planitia é o maior impacto confirmado e Hellas Planitia é a maior cratera visível no Sistema solar. A Lua fornece evidências semelhantes de impactos maciços, sendo a Bacia do Polo Sul-Aitken a maior. A Bacia Caloris de Mercúrio é outro exemplo de uma cratera formada por um grande evento de impacto. Rheasilvia em 4 Vesta é um exemplo de uma cratera formada por um impacto capaz de, com base na proporção de impacto para tamanho, deformar severamente um objeto de massa planetária. Crateras de impacto nas luas de Saturno, como Engelier e Gerin em Jápeto, Mamaldi em Reia e Odysseus em Tétis e Herschel em Mimas formam características de superfície significativas. Modelos desenvolvidos em 2018 para explicar a rotação incomum de Urano apoiam uma teoria de longa data de que isso foi causado por uma colisão oblíqua com um objeto massivo com o dobro do tamanho da Terra.

### Eventos observados

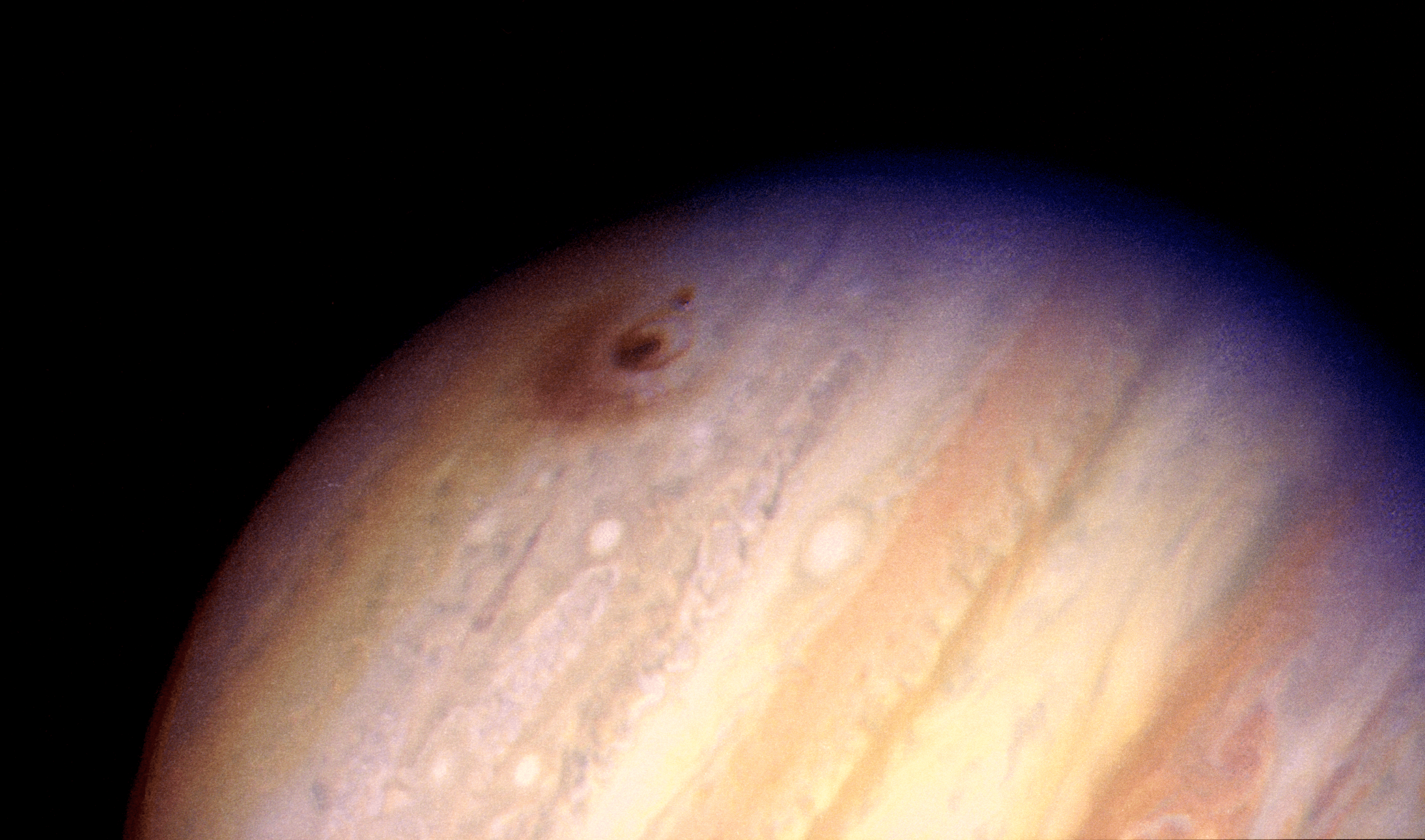
Cicatriz do cometa Shoemaker-Levy 9 em Júpiter

#### Júpiter
Júpiter é o planeta mais massivo do Sistema Solar e, devido à sua grande massa, possui uma vasta esfera de influência gravitacional, a região do espaço onde a captura de um asteroide pode ocorrer em condições favoráveis.
Júpiter é capaz de capturar cometas em órbita ao redor do Sol com uma certa frequência. Em geral, esses cometas percorrem algumas revoluções ao redor do planeta seguindo órbitas instáveis como altamente elípticas e perturbáveis pela gravidade solar. Enquanto alguns deles eventualmente recuperam uma órbita heliocêntrica, outros caem no planeta ou, mais raramente, em seus satélites.
Além do fator de massa, sua relativa proximidade com o Sistema Solar interno permite que Júpiter influencie a distribuição de corpos menores ali. Por muito tempo acreditou-se que essas características levavam o gigante gasoso a expulsar do sistema ou atrair a maior parte dos objetos errantes em sua vizinhança e, consequentemente, determinar uma redução no número de objetos potencialmente perigosos para a Terra. Estudos dinâmicos posteriores mostraram que, na realidade, a situação é mais complexa: a presença de Júpiter, de fato, tende a reduzir a frequência de impacto na Terra de objetos provenientes da nuvem de Oort, enquanto aumenta no caso de asteroides e cometas de curto período.
Por esta razão, Júpiter é o planeta do Sistema Solar caracterizado pela maior frequência de impactos, o que justifica sua fama de "varredor" ou "aspirador cósmico" do Sistema Solar. Estudos de 2009 sugerem uma frequência de impacto de um a cada 50-350 anos, para um objeto de 0.5-1 km de diâmetro; impactos com objetos menores ocorreriam com mais frequência. Outro estudo estimou que os cometas de 300 metros de diâmetro impactam o planeta uma vez a cada 500 anos, e os de 1.6 km de diâmetro o fazem apenas uma vez a cada 6.000 anos.
Em julho de 1994, o cometa Shoemaker-Levy 9 foi um cometa que se separou e colidiu com Júpiter, fornecendo a primeira observação direta de uma colisão extraterrestre de objetos do Sistema Solar. O evento serviu como um "alerta", e os astrônomos responderam iniciando programas como Lincoln Near-Earth Asteroid Research (LINEAR), Near-Earth Asteroid Tracking (NEAT), Lowell Observatory Near-Earth-Object Search (LONEOS) e vários outros que aumentaram drasticamente a taxa de descoberta de asteroides.
O evento de impacto de 2009 aconteceu em 19 de julho, quando uma nova mancha negra do tamanho da Terra foi descoberta no hemisfério sul de Júpiter pelo astrônomo amador Anthony Wesley. A análise térmica infravermelha mostrou que estava quente e os métodos espectroscópicos detectaram amônia. Os cientistas do Laboratório de Propulsão a Jato (JPL) confirmaram que houve outro evento de impacto em Júpiter, provavelmente envolvendo um pequeno cometa não descoberto ou outro corpo gelado. Estima-se que o impactador tenha cerca de 200 a 500 metros de diâmetro.
Impactos menores posteriores foram observados por astrônomos amadores em 2010, 2012, 2016 e 2017; um impacto foi observado por Juno em 2020.

#### Outros impactos

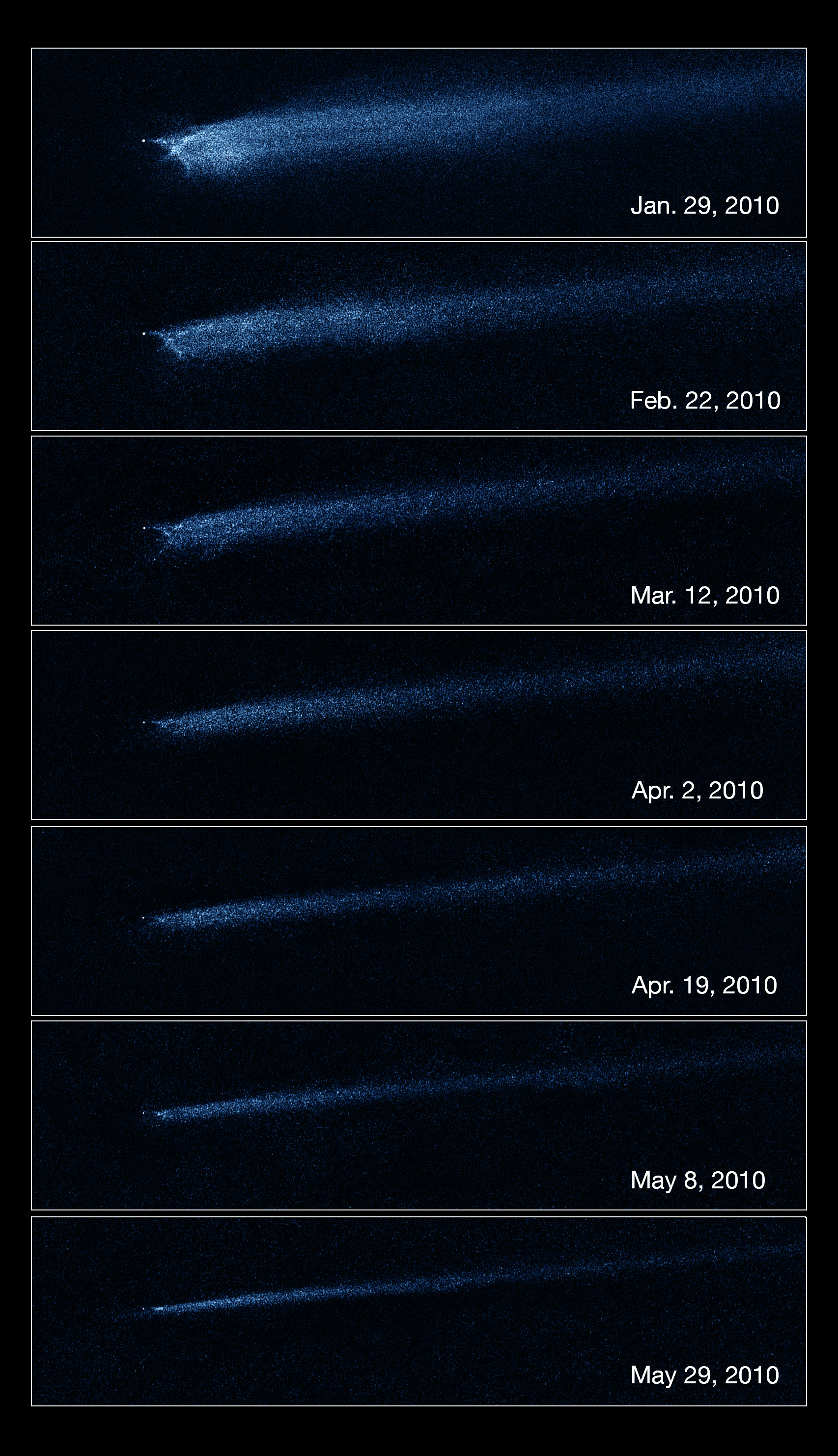
A Wide Field Camera 3 do Hubble mostra claramente a lenta evolução dos detritos vindos do asteroide P/2010 A2, supostamente devido a uma colisão com um asteroide menor

Em 1998, dois cometas foram observados mergulhando em direção ao Sol em uma sucessão próxima. A primeira delas foi em 1 de junho e a segunda no dia seguinte. Um vídeo disso, seguido por uma ejeção dramática de gás solar (não relacionado aos impactos), pode ser encontrado no site da NASA. Ambos os cometas evaporaram antes de entrar em contato com a superfície do Sol. De acordo com uma teoria do cientista do Laboratório de Propulsão a Jato (JPL) da NASA, Zdeněk Sekanina, o último impactor a realmente fazer contato com o Sol foi o "supercometa" Howard–Koomen–Michels em 30 de agosto de 1979. (Veja também cometa rasante).
Em 2010, entre janeiro e maio, a Wide Field Camera 3 do Hubble capturou imagens de uma forma incomum de X originada na sequência da colisão entre o asteroide P/2010 A2 com um asteroide menor.
Por volta de 27 de março de 2012, com base em evidências, havia sinais de um impacto em Marte. Imagens do Mars Reconnaissance Orbiter fornecem evidências convincentes do maior impacto observado até hoje em Marte na forma de crateras frescas, a maior medindo 48.5 por 43.5 metros. Estima-se que seja causado por um impactor de 3 a 5 metros de comprimento.
Em 19 de março de 2013, ocorreu um impacto na Lua que era visível da Terra, quando um meteoroide de 30 cm do tamanho de uma pedra atingiu a superfície lunar a 90.000 km/h, criando uma de cratera 20 metros. A NASA monitora ativamente os impactos lunares desde 2005, rastreando centenas de eventos candidatos.
Em 18 de setembro de 2021, um evento de impacto em Marte formou um aglomerado de crateras, a maior com 130 metros de diâmetro. Em 24 de dezembro de 2021, um impacto criou uma cratera de 150 metros de largura. Os detritos foram ejetados até 35 km do local do impacto.

## Impactos extra-solares

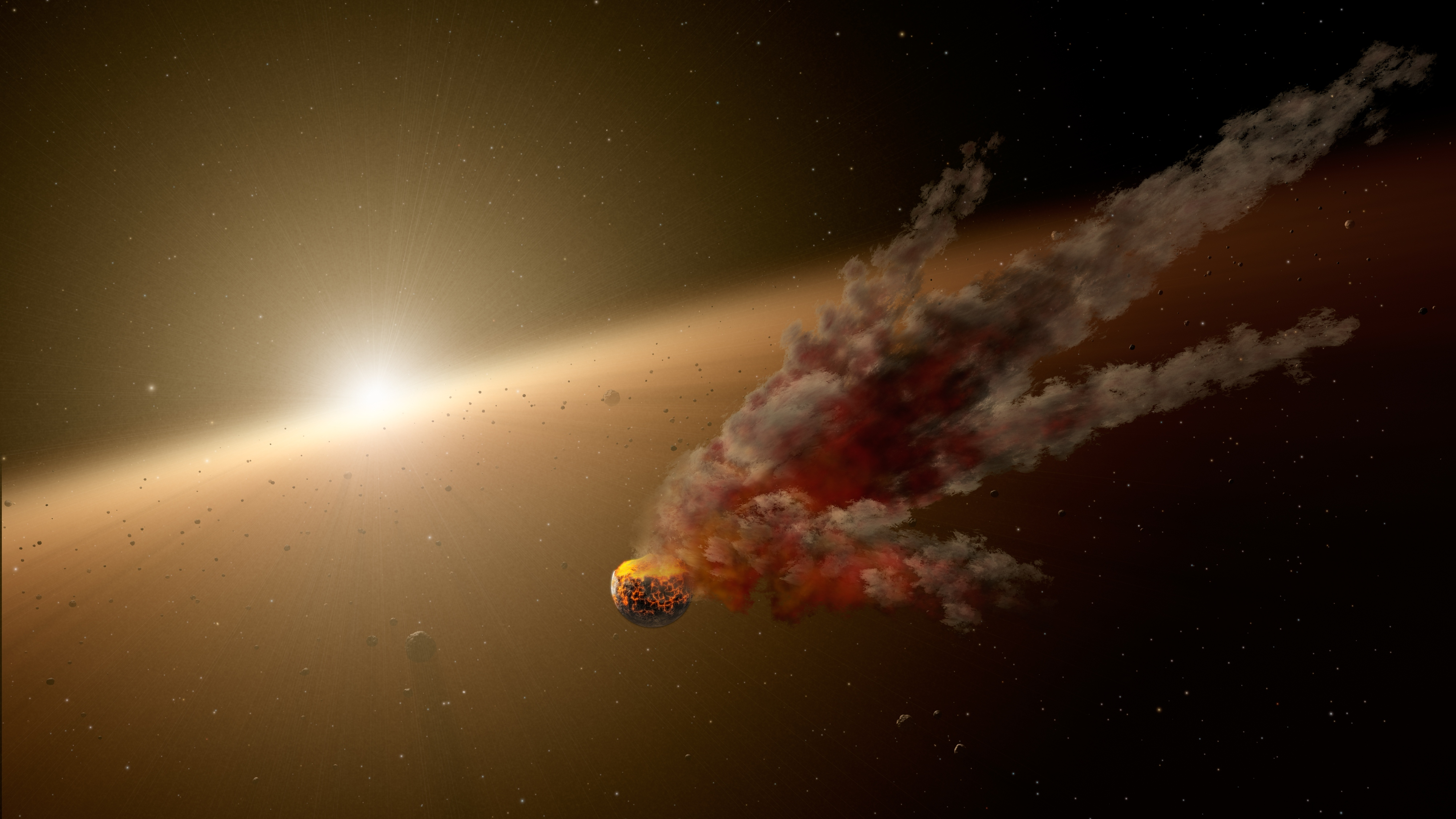
A colisão de asteroides levou à formação de planetas perto da estrela NGC 2547-ID8 (conceito artístico)

Colisões entre galáxias, ou fusões de galáxias, foram observadas diretamente por telescópios espaciais como o Hubble e o Spitzer. No entanto, colisões em sistemas planetários, incluindo colisões estelares, embora especuladas há muito tempo, só recentemente começaram a ser observadas diretamente.
Em 2013, um impacto entre planetas menores foi detectado em torno da estrela NGC 2547-ID8 pelo Spitzer e confirmado por observações terrestres. Uma simulação por computador sugere que o impacto envolveu grandes asteroides ou protoplanetas semelhantes aos eventos que se acredita terem levado à formação de planetas terrestres como a Terra.